# ميليارو
ميليارو (بالإيطالية: Migliaro)‏ هي بلدية في مقاطعة فيرارا في إقليم إميليا رومانيا الإيطالي.
1. ↑  "Superficie di Comuni Province e Regioni italiane al 9 ottobre 2011" (بالإيطالية). Istituto nazionale di statistica. Retrieved 2019-03-16.
2. ↑   http://www.demo.istat.it/bilmens2013gen/index02.html. {{استشهاد ويب}}: |url= بحاجة لعنوان (مساعدة) والوسيط |title= غير موجود أو فارغ (من ويكي بيانات) (مساعدة)
3. ↑  GeoNames (بالإنجليزية), 2005, QID:Q830106